# Natação no Campeonato Mundial de Esportes Aquáticos de 2013 - 100 m livre masculino
A prova dos 100 metros livre masculino da natação no Campeonato Mundial de Esportes Aquáticos de 2013 ocorreu nos dias 31 de julho e 1 de agosto no Palau Sant Jordi  em Barcelona.

## Recordes
Antes desta competição, os recordes mundiais e do campeonato nesta prova eram os seguintes:
| Tipo                  | Atleta      | Tempo | Local | Data                |
| --------------------- | ----------- | ----- | ----- | ------------------- |
|                       | César Cielo | 46,91 | Roma  | 30 de julho de 2009 |
| Recorde do campeonato | César Cielo | 46,91 | Roma  | 30 de julho de 2009 |

## Medalhistas
| Ouro                  | Prata              | Bronze              |
| James Magnussen (AUS) | Jimmy Feigen (USA) | Nathan Adrian (USA) |

## Resultados

### Eliminatórias
Esses foram os resultados das eliminatórias. 
| Pos. | Bateria | Raia | Nadador               | Nacionalidade  | Tempo | Notas            |
| ---- | ------- | ---- | --------------------- | -------------- | ----- | ---------------- |
| 1    | 8       | 4    | James Magnussen       | Austrália      | 47.71 | Q                |
| 2    | 8       | 6    | Konrad Czerniak       | Polónia        | 48.50 | Q                |
| 3    | 8       | 3    | Nikita Lobintsev      | Rússia         | 48.51 | Q                |
| 4    | 7       | 7    | Shinri Shioura        | Japão          | 48.52 | Q                |
| 5    | 8       | 5    | Hanser García         | Cuba           | 48.54 | Q                |
| 6    | 7       | 5    | Cameron McEvoy        | Austrália      | 48.59 | Q                |
| 7    | 9       | 5    | Vladimir Morozov      | Rússia         | 48.67 | Q                |
| 8    | 8       | 7    | Pieter Timmers        | Bélgica        | 48.76 | Q                |
| 9    | 7       | 3    | Jimmy Feigen          | Estados Unidos | 48.86 | Q                |
| =10  | 7       | 4    | Sebastiaan Verschuren | Países Baixos  | 48.88 | Q                |
| =10  | 9       | 6    | Luca Dotto            | Itália         | 48.88 | Q                |
| 12   | 9       | 4    | Nathan Adrian         | Estados Unidos | 48.93 | Q                |
| 13   | 7       | 6    | Filippo Magnini       | Itália         | 49.02 | Q                |
| 14   | 9       | 7    | Fabien Gilot          | França         | 49.07 | Q                |
| 15   | 9       | 3    | Marcelo Chierighini   | Brasil         | 49.08 | Q                |
| 16   | 8       | 2    | Adam Brown            | Reino Unido    | 49.39 | Q                |
| 17   | 6       | 7    | Yauhen Tsurkin        | Bielorrússia   | 49.41 | Recorde nacional |
| 18   | 7       | 9    | Cristian Quintero     | Venezuela      | 49.50 |                  |
| 19   | 9       | 2    | William Meynard       | França         | 49.59 |                  |
| 20   | 7       | 1    | Norbert Trandafir     | Roménia        | 49.60 |                  |

| Ver o restante da classificação | Ver o restante da classificação | Ver o restante da classificação | Ver o restante da classificação | Ver o restante da classificação | Ver o restante da classificação | Ver o restante da classificação |
| Pos.                            | Bateria                         | Raia                            | Nadador                         | Nacionalidade                   | Tempo                           | Notas                           |
| ------------------------------- | ------------------------------- | ------------------------------- | ------------------------------- | ------------------------------- | ------------------------------- | ------------------------------- |
| =21                             | 8                               | 0                               | Martin Verner                   | Chéquia                         | 49.61                           |                                 |
| =21                             | 9                               | 9                               | Ben Hockin                      | Paraguai                        | 49.61                           | Recorde nacional                |
| 23                              | 7                               | 8                               | Kemal Arda Gürdal               | Turquia                         | 49.65                           |                                 |
| 24                              | 9                               | 8                               | Krisztián Takács                | Hungria                         | 49.70                           |                                 |
| 25                              | 7                               | 2                               | Fernando dos Santos             | Brasil                          | 49.71                           |                                 |
| 26                              | 6                               | 8                               | Mario Todorović                 | Croácia                         | 49.80                           |                                 |
| 27                              | 8                               | 9                               | Oussama Sahnoune                | Argélia                         | 49.81                           |                                 |
| 28                              | 7                               | 0                               | Aitor Martínez                  | Espanha                         | 49.83                           |                                 |
| 29                              | 9                               | 1                               | Lü Zhiwu                        | China                           | 49.85                           |                                 |
| 30                              | 6                               | 3                               | Federico Grabich                | Argentina                       | 49.87                           |                                 |
| =31                             | 5                               | 5                               | Geoffrey Cheah                  | Hong Kong                       | 49.91                           |                                 |
| =31                             | 6                               | 4                               | Mindaugas Sadauskas             | Lituânia                        | 49.91                           |                                 |
| =31                             | 8                               | 1                               | Kenta Ito                       | Japão                           | 49.91                           |                                 |
| 34                              | 9                               | 0                               | Leith Shankland                 | África do Sul                   | 50.21                           |                                 |
| 35                              | 6                               | 2                               | Pjotr Degtjarjov                | Estónia                         | 50.28                           |                                 |
| 36                              | 8                               | 8                               | Marco di Carli                  | Alemanha                        | 50.38                           |                                 |
| 37                              | 6                               | 5                               | Uvis Kalniņš                    | Letônia                         | 50.51                           |                                 |
| 38                              | 6                               | 1                               | Joel Greenshields               | Canadá                          | 50.54                           |                                 |
| 39                              | 4                               | 7                               | Roy-Allan Burch                 | Bermudas                        | 50.66                           | Recorde nacional                |
| 40                              | 6                               | 0                               | Danny Yeo                       | Singapura                       | 50.92                           |                                 |
| 41                              | 5                               | 4                               | Boris Stojanović                | Sérvia                          | 51.11                           |                                 |
| 42                              | 5                               | 2                               | Joshua McLeod                   | Trinidad e Tobago               | 51.47                           |                                 |
| 43                              | 4                               | 9                               | Allan Gutiérrez Castro          | Honduras                        | 51.69                           |                                 |
| 44                              | 5                               | 0                               | Wang Yu-lian                    | Taipé Chinesa                   | 51.70                           |                                 |
| 45                              | 4                               | 3                               | Enzo Martínez                   | Uruguai                         | 51.77                           |                                 |
| 46                              | 5                               | 8                               | Davit Sikharulidze              | Geórgia                         | 51.81                           |                                 |
| 47                              | 4                               | 0                               | Sean Gunn                       | Zimbabwe                        | 51.94                           | Recorde nacional                |
| 48                              | 5                               | 6                               | Mohammad Madwa                  | Kuwait                          | 52.06                           | Recorde nacional                |
| 49                              | 4                               | 5                               | Jemal Le Grand                  | Aruba                           | 52.07                           |                                 |
| 50                              | 5                               | 1                               | Andrew Chetcuti                 | Malta                           | 52.08                           |                                 |
| 51                              | 4                               | 6                               | Jessie Lacuna                   | Filipinas                       | 52.10                           |                                 |
| 52                              | 5                               | 3                               | Triady Fauzi Sidiq              | Indonésia                       | 52.11                           |                                 |
| 53                              | 5                               | 9                               | Sebastián Jahnsen Madico        | Peru                            | 52.20                           |                                 |
| 54                              | 4                               | 4                               | Mehdi El Hazzaz                 | Marrocos                        | 52.54                           |                                 |
| 55                              | 5                               | 7                               | Kevin Avila Soto                | Guatemala                       | 52.56                           |                                 |
| 56                              | 1                               | 9                               | Bradley Vincent                 | Ilhas Maurícias                 | 52.76                           |                                 |
| 57                              | 4                               | 2                               | Andrew Rutherfurd               | Bolívia                         | 52.79                           |                                 |
| 58                              | 3                               | 5                               | Anthony {{{last}}}              | Polinésia Francesa              | 52.87                           | Recorde nacional                |
| 59                              | 3                               | 6                               | Arsham Mirzaei                  | Irão                            | 53.00                           |                                 |
| 60                              | 3                               | 4                               | Vahan Mhkitaryan                | Armênia                         | 53.06                           |                                 |
| 61                              | 4                               | 1                               | Abdoul Niane                    | Senegal                         | 53.46                           |                                 |
| 62                              | 6                               | 9                               | Virdhawal Khade                 | Índia                           | 53.47                           |                                 |
| 63                              | 4                               | 8                               | Jose Montoya                    | Costa Rica                      | 53.48                           |                                 |
| 64                              | 3                               | 3                               | Esau Simpson                    | Granada                         | 53.66                           |                                 |
| 65                              | 3                               | 2                               | Joshua Daniel                   | Santa Lúcia                     | 53.69                           |                                 |
| 66                              | 3                               | 1                               | Christopher Duenas              | Guam                            | 53.88                           |                                 |
| 67                              | 3                               | 7                               | Lei Cheok Fong                  | Macau                           | 54.93                           |                                 |
| 68                              | 3                               | 8                               | Ahmed Al-Dulaimi                | Iraque                          | 55.13                           |                                 |
| 69                              | 2                               | 6                               | Stanford Kawale                 | Papua-Nova Guiné                | 55.29                           |                                 |
| 70                              | 3                               | 0                               | Sergeý Krowýakow                | Turquemenistão                  | 55.41                           |                                 |
| 71                              | 2                               | 3                               | Farhan Saleh Faraj Sultan       | Bahrein                         | 55.49                           |                                 |
| 72                              | 2                               | 4                               | Christian Nikles                | Brunei                          | 55.55                           | =                               |
| 73                              | 2                               | 2                               | Noah Mascoll-Gomes              | Antilhas Holandesas             | 56.36                           |                                 |
| 74                              | 2                               | 5                               | Kalu Achchige                   | Sri Lanka                       | 56.53                           |                                 |
| 75                              | 2                               | 7                               | Gunsennorov Zandanbal           | Mongólia                        | 56.78                           |                                 |
| 76                              | 2                               | 1                               | Syed {{{last}}}                 | Paquistão                       | 58.40                           |                                 |
| 77                              | 1                               | 4                               | Giordan Harris                  | Ilhas Marshall                  | 58.50                           |                                 |
| 78                              | 2                               | 9                               | Ammaar Ghadiyali                | Tanzânia                        | 59.96                           |                                 |
| 79                              | 1                               | 6                               | Kwesi Jackson                   | Gana                            | 1:01.25                         |                                 |
| 80                              | 1                               | 5                               | Sirish Gurung                   | Nepal                           | 1:02.12                         |                                 |
| 81                              | 1                               | 3                               | Billy-Scott Irakoze             | Burundi                         | 1:02.25                         |                                 |
| 82                              | 1                               | 1                               | Shawn Dingilius                 | Palau                           | 1:02.27                         |                                 |
| 83                              | 1                               | 7                               | Ibrahima Camara                 | Guiné                           | 1:02.33                         |                                 |
| 84                              | 1                               | 2                               | Robel Habte                     | Etiópia                         | 1:02.57                         |                                 |
| 85                              | 2                               | 8                               | Phathana Inthavong              | Laos                            | 1:02.85                         |                                 |
| 86                              | 1                               | 8                               | Wilfried Tevoedjre              | Benim                           | 1:07.42                         |                                 |
| 87                              | 3                               | 9                               | Samson Opuakpo                  | Nigéria                         | 99.98                           | DSQ                             |
| 88                              | 1                               | 0                               | Abdulrahman Al-Ishaq            | Catar                           | 99.99                           | DNS                             |
| 88                              | 2                               | 0                               | Sylla Alassane                  | Costa do Marfim                 | 99.99                           | DNS                             |
| 88                              | 6                               | 6                               | Croyeb Gailloty                 | República Centro-Africana       | 99.99                           | DNS                             |

### Semifinal
Esses foram os resultados das semifinais.
Semifinal 1
| Pos. | Raia | Nadador               | Nacionalidade  | Tempo | Notas |
| ---- | ---- | --------------------- | -------------- | ----- | ----- |
| 1    | 7    | Nathan Adrian         | Estados Unidos | 47.95 | Q     |
| 2    | 1    | Fabien Gilot          | França         | 48.21 | Q     |
| 3    | 3    | Cameron McEvoy        | Austrália      | 48.43 | Q     |
| 4    | 8    | Adam Brown            | Reino Unido    | 48.48 |       |
| 5    | 5    | Shinri Shioura        | Japão          | 48.51 |       |
| 6    | 6    | Pieter Timmers        | Bélgica        | 48.65 |       |
| 7    | 2    | Sebastiaan Verschuren | Países Baixos  | 48.73 |       |
| 8    | 4    | Konrad Czerniak       | Polónia        | 48.78 |       |

Semifinal 2
| Pos. | Raia | Nadador             | Nacionalidade  | Tempo | Notas |
| ---- | ---- | ------------------- | -------------- | ----- | ----- |
| 1    | 2    | Jimmy Feigen        | Estados Unidos | 48.07 | Q     |
| 2    | 8    | Marcelo Chierighini | Brasil         | 48.11 | Q     |
| 3    | 4    | James Magnussen     | Austrália      | 48.20 | Q     |
| 3    | 6    | Vladimir Morozov    | Rússia         | 48.20 | Q     |
| 5    | 7    | Luca Dotto          | Itália         | 48.46 | Q     |
| 6    | 3    | Hanser García       | Cuba           | 48.54 |       |
| 7    | 5    | Nikita Lobintsev    | Rússia         | 48.73 |       |
| 8    | 1    | Filippo Magnini     | Itália         | 49.12 |       |

### Final
Esse foi o resultado da final. 
| Pos.              | Raia | Nadador             | Nacionalidade  | Tempo | Notas |
| ----------------- | ---- | ------------------- | -------------- | ----- | ----- |
| Medalha de ouro   | 6    | James Magnussen     | Austrália      | 47.71 |       |
| Medalha de prata  | 5    | Jimmy Feigen        | Estados Unidos | 47.82 |       |
| Medalha de bronze | 4    | Nathan Adrian       | Estados Unidos | 47.84 |       |
| 4                 | 1    | Cameron McEvoy      | Austrália      | 47.88 |       |
| 5                 | 2    | Vladimir Morozov    | Rússia         | 48.01 |       |
| 6                 | 3    | Marcelo Chierighini | Brasil         | 48.28 |       |
| 7                 | 7    | Fabien Gilot        | França         | 48.33 |       |
| 8                 | 8    | Luca Dotto          | Itália         | 48.58 |       |

Legenda
| Recorde mundial       | Recorde mundial (World record)               |                       | Recorde africano                      | Recorde africano (African) |                                           | Q | Classificado por posição (Qualified) |
| Recorde do campeonato | Recorde do campeonato (Championship record)  | Recorde da América    | Recorde da América (Americas)         | q                          | Classificado por melhor tempo (Qualified) |   |                                      |
| Melhor marca do ano   | Melhor marca do ano (World leading)          | Recorde asiático      | Recorde asiático (Asian)              | DNS                        | Não largou (Did not start)                |   |                                      |
| Recorde nacional      | Recorde nacional (National record)           | Recorde europeu       | Recorde europeu (European)            | DNF                        | Não terminou (Did not finish)             |   |                                      |
| Recorde pessoal       | Recorde pessoal do atleta (Personal best)    | Recorde da Oceania    | Recorde da Oceania (Oceania)          | DSQ / DQ                   | Desclassificado (Disqualified)            |   |                                      |
| Recorde da temporada  | Recorde da temporada do atleta (Season best) | Recorde sul-americano | Recorde sul-americano (South America) | NM                         | Sem marca (No mark)                       |   |                                      |